# Pierre Chantraine
Pierre Chantraine (Lilla, 15 settembre 1899 – Parigi, 30 giugno 1974) è stato un linguista e grecista francese.

## Biografia
Agrégé d'università (grammatica) e dottore in lettere, allievo di Antoine Meillet, di Joseph Vendryes e di Paul Mazon, fu, a sua volta, uno dei più grandi specialisti della lingua greca. Lavorò regolarmente come correttore di bozze per la Collection des Universités de France alle éditions des Belles Lettres; stabilì e tradusse il testo dell’Economico di Senofonte e degli Indikà d'Arriano. Insegnò per molti anni alla Sorbona e all'EPHE, fu tra i primi studiosi francesi ad interessarsi alla civiltà micenea, dopo che Michel Lejeune lo convinse della validità della decifrazione del lineare B eseguita da John Chadwick e Michael Ventris, nel 1954.
Nel gennaio 1953 fu eletto all'Académie des inscriptions et belles-lettres.

## Opere principali
- Histoire du parfait grec
- La Formation des noms en grec ancien, Paris, Champion, 1927 (anteprima su Google Libri)
- Grammaire homérique, vol. 1 Phonétique et Morphologie, vol. 2 Syntaxe, Parigi, Klincksieck, 1942
- Morphologie historique du grec, Parigi, Klincksieck, 1945
- La stylistique grecque, Parigi, Klincksieck, 1951
- Etudes Sur le Vocabulaire Grec, Parigi, Klincksieck, 1956 (recensione in Revue belge de philologie et d'histoire, di Maniet Albert da persee.fr)
- Dictionnaire étymologique de la langue grecque, Parigi, Klincksieck, 1968 (testo in archive.org)
  - nuova edizione aggiornata da Jean Taillardat, Olivier Masson e Jean-Louis Perpillou, 2 voll., Parigi, Klincksieck, 1999, ISBN 2-252-03277-4.